# Trip to Asia – Die Suche nach dem Einklang
Trip to Asia – Die Suche nach dem Einklang ist ein deutscher Dokumentarfilm aus dem Jahr 2008 von Thomas Grube über eine Konzertreise der Berliner Philharmoniker. Er startete am 28. Februar 2008 in den deutschen Kinos im Verleih von Piffl Medien.

## Handlung
Trip to Asia zeigt Einblicke in das Innenleben der Berliner Philharmoniker, die als eines der besten Orchester der Welt gelten. Die Filmemacher haben das Orchester dafür auf seiner Asien-Tournée 2005 durch die Städte Peking, Seoul, Schanghai, Hongkong, Taipeh und Tokio begleitet.
Der Film beschreibt den Orchester-Alltag während dieser Reise. Thomas Grube konzentriert sich auf die einzelnen Musiker des Orchesters und zeigt in sehr persönlichen Interviews deren Hintergrund, Gefühle, Ängste und Motivation. So erfährt man als Zuschauer zum Beispiel, dass selbst Musiker kurz vor der Pensionierung noch mit Lampenfieber zu kämpfen haben oder viele Orchestermitglieder in ihrer Jugendzeit Außenseiter waren. Der Film beleuchtet auch die Abläufe im Orchester selbst und zeigt u. a., welchem Druck junge Musiker ausgesetzt sind, die erst noch ihre zweijährige Probezeit überstehen müssen oder die Beziehung des Orchesters zu seinem Chefdirigenten Sir Simon Rattle. Eine zentrale Fragestellung des Films ist auch der Konflikt zwischen den individuellen Wünschen der einzelnen Musiker und den Ansprüchen der Gemeinschaft.
Die Tournée und die bereisten Städte sind dabei immer wieder Auslöser und Projektionsfläche der in den Interviews behandelten Themen. Der Regisseur verzichtet darauf, die einzelnen Städte und Länder detailliert vorzustellen und konzentriert sich auf die Orchestermusiker selbst.
Der Höhepunkt des Films zeigt sich nach dem Konzert in Taipeh, als über 30.000 Zuschauer, die das Konzert im Regen vor Großleinwänden verfolgt haben, den Musikern zujubeln.

## Die Musik
Als roter Faden durch den Film zieht sich Ein Heldenleben, die große Tondichtung von Richard Strauss. Die einzelnen Sätze des Heldenlebens finden sich jeweils während der Konzerte in den Städten der Reise wieder und haben stets einen direkten Bezug zur jeweiligen Thematik (z. B. spielen die Philharmoniker Des Helden Weltflucht und Vollendung während der Cellist Götz Teutsch erklärt, man erfahre bei ganz besonderen Abenden das seltene Gefühl „eins zu sein mit dem Kosmos“).
Neben dem Heldenleben kommen in Trip to Asia auch die 3. Sinfonie (Eroica) Ludwig van Beethovens sowie das zeitgenössische Werk Asyla von Thomas Adès vor, die die Berliner Philharmoniker ebenfalls auf ihrer Asien-Tournée gespielt haben.
Die Filmmusik komponierte Simon Stockhausen unter anderem aus Original-Klängen, die er selbst während der Reise aufgenommen hat. Er selbst beschreibt seine Herangehensweise so:

„Alles ist Musik, jeder Klang hat einen Tonhöhenverlauf und einen Rhythmus, der als Gerüst für eine Komposition dienen kann. Die Aufnahme ist dabei ebenso wichtig wie die Nachbearbeitung, denn Mikrophone sind Musikinstrumente, die mehr hören können als das menschliche Ohr.“

## Kritiken
„Nach den Erfolgen von ‚Rhythm is it‘ und ‚Das Reichsorchester‘ schien für den dritten Berliner Philharmoniker-Film das Schicksal jeder Film-Fortsetzung besiegelt: Ermüdung. Es ist das Gegenteil eingetreten. ‚Trip to Asia‘, das Selbsterfahrungs-Roadmovie der Berliner Philharmoniker durch den fernen Osten, ist das wohl leidenschaftlichste (und detaillierteste) Orchesterportrait, das es je gab. Das bedeutendste deutsche Orchester, das als schwierig gilt, gibt intime Einblicke in sein Innenleben.“

„Vier Kameraleute sind immer dicht an den Musikern und ihrem Stardirigenten dran gewesen und ermöglichen einen tiefen Einblick in das Innenleben der Berliner Philharmoniker, wie man es vorher noch nie gesehen hat. ‚Trip To Asia‘ ist jedoch nicht nur eine Dokumentation für Klassik-Fans. Das wirklich Spannende ist die Annäherung an dieses komplexe und bewegliche Orchestergebilde, kongenial untermalt mit einem Soundtrack, den Karlheinz Stockhausens Sohn Simon komponiert hat.“

## Audiodeskription
Neben der Originaltonspur findet sich auf der DVD auch eine Bildbeschreibung, die von der deutschen Hörfilm gGmbH produziert wurde. Sprecherin ist Ulrike Sturzbecher. 2009 wurde die Arbeit für den deutschen Hörfilmpreis nominiert.

## Auszeichnungen
- 2008: Gilde-Filmpreis Bester Dokumentarfilm
- 2008: Valladolid International Film Festival „Tiempo del Historia Award“ Bester Dokumentarfilm
- 2009: Echo Klassik Beste DVD des Jahres